# 18643 van Rysselberghe
18643 van Rysselberghe este un asteroid din centura principală de asteroizi.

## Descriere
18643 van Rysselberghe este un asteroid din centura principală de asteroizi. A fost descoperit pe 1 martie 1998 la Observatorul La Silla de Eric Walter Elst. Asteroidul prezintă o orbită caracterizată de o semiaxă mare de 2,71 ua, o excentricitate de 0,09 și o înclinație de 10,4° în raport cu ecliptica.